# Coty, Inc.
Coty, Inc. é uma empresa multinacional de cosméticos fundada em 1904 na França por François Coty. Os principais produtos comercializados pela empresa são perfumes, cosméticos e produtos para cuidados do rosto e corpo.

## História
Em 1904, François Coty funda uma perfumaria em Paris com a meta de revolucionar a indústria de perfumes da época.
Em Julho de 2015, a empresa assumiu por US$ 15 bilhões 43 marcas de cuidados pessoais da Procter & Gamble.
Em Novembro de 2015, a Coty anunciou a compra da divisão de cosméticos da Hypermarcas por R$ 3.8 bilhões, produzindo alguns produtos como: Monange, Bozzano, Risqué, Cenoura e Bronze e outros no Brasil.